# Miguel Cinches
Miguel Cinches (Dauis, 7 februari 1932 – San Juan City, 12 april 2010) was een Filipijns rooms-katholieke geestelijke. Cinches was van 1973 tot 2001 bisschop van het Filipijnse bisdom Surigao.
Miguel Cinches werd op 22 oktober 1961 gewijd tot priester van de Congregatie van de Missionarissen van Steyl. In 1973 werd Cinches op 40-jarige leeftijd benoemd tot derde bisschop van Surigao. Na 28 jaar gediend te hebben als bisschop van Surigao diende hij in 2001 zijn ontslag in. In 2004 kreeg hij een beroerte na het spelen van een tenniswedstrijd en zes jaar later stierf hij op 78-jarige leeftijd aan de gevolgen van een hartaanval. Hij werd als bisschop opgevolgd door Antonieto Cabajog.

## Bron
- (en)  Bishop Cinches dies at 78, website Catholic Bishops’ Conference of the Philippine (12 april 2010)